# Plexaura ramosa
Plexaura ramosa är en korallart som beskrevs av Moser 1921. Plexaura ramosa ingår i släktet Plexaura och familjen Plexauridae. Inga underarter finns listade i Catalogue of Life.